# Driftingowe Mistrzostwa Polski
Driftingowe Mistrzostwa Polski - cykl zawodów driftingowych, organizowanych od 2010 roku przez Polską Federację Driftingu.
Zawody mają charakter profesjonalny i do uczestnictwa w nich wymagane jest posiadanie licencji PFD (bądź wydanej przez inną zagraniczną federację driftingową, współpracującą z PFD), a także spełnienie szeregu wymagań technicznych przez samochód. Wraz z przeznaczonym dla mniej doświadczonych zawodników Driftingowym Pucharem Polski, organizowanym we współpracy z Drift Open, stanowią najważniejsze serie driftingowe w Polsce.

## Rundy w sezonie 2012
- Płock (runda uliczna, 2-3.06.2012)
- Sopot (runda uliczna, 13-14.07.2012)
- Tor Kielce (17-18.08.2012)
- Karpacz (runda górska, 1-2.09.2012)
- Tor Poznań (22-23.09.2012)

## Podium Mistrzostw w sezonie 2012

### Indywidualne
1. Maciej Bochenek (Budmat Auto RB Team)
2. Paweł Trela (ASUS Drift Team)
3. Marcin Mospinek (Valvoline PUZ Drift Team)

### Zespołowe
1. BudMat Auto RB Team
2. Valvoline PUZ Drift Team
3. BMW Jagiełło Drift Team Łódź